# Cratoplastis barrosi
Cratoplastis barrosi är en fjärilsart som beskrevs av D'almeida 1968. Cratoplastis barrosi ingår i släktet Cratoplastis och familjen björnspinnare. Inga underarter finns listade i Catalogue of Life.